# 烏干達奧林匹克委員會

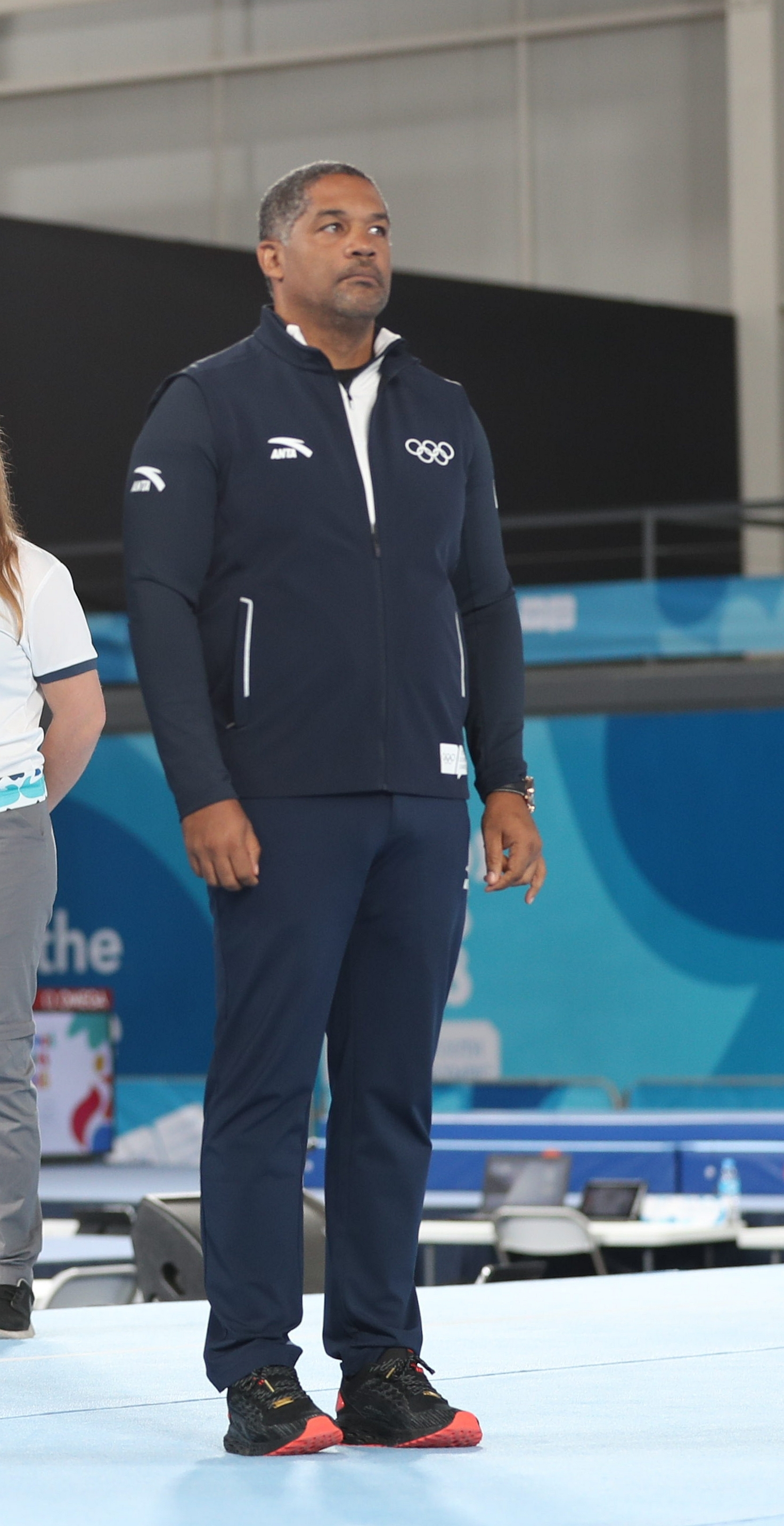
William Frederick Blick, 2018

烏干達奧林匹克委員會（Uganda Olympic Committee）是烏干達的國家奧林匹克委員會。該組織成立於1950年，是國際奧林匹克委員會和非洲國家奧林匹克委員會聯合會的成員。1956年，首次派員參加在澳洲墨爾本舉行的夏季奧運會。
現時，烏干達奧林匹克委員會的總部設在首都坎帕拉，主席是Mr William Frederick Blick。 

## 資料來源
1. ↑  .   [2014-05-11]. （原始内容存档于2016-08-14）.